# Olympische Sommerspiele 2008/Tennis

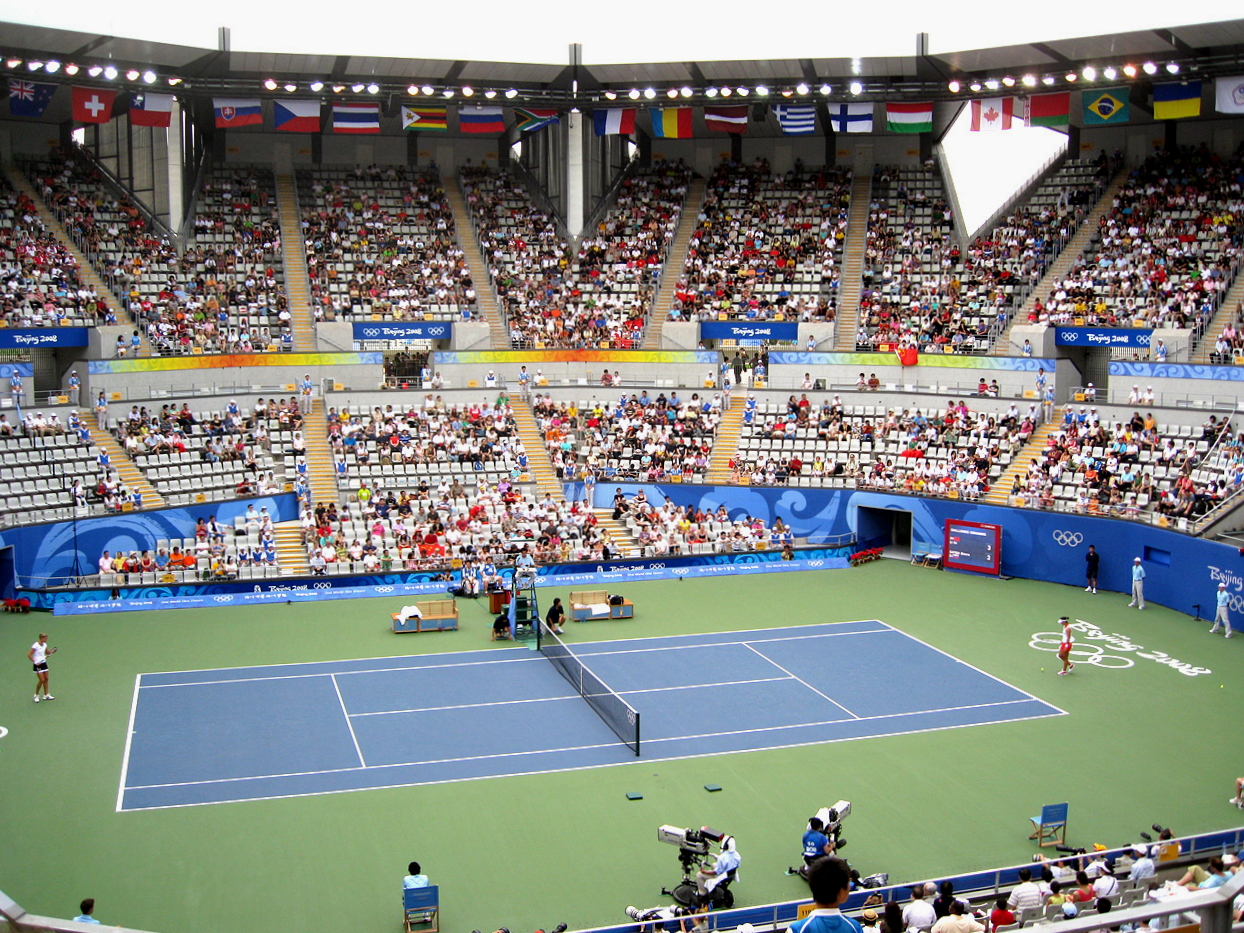
Centre Court des Olympic Tennis Centre

Bei den Olympischen Sommerspielen 2008 in Peking wurden 4 Wettbewerbe im Tennis ausgetragen, im Herreneinzel, im Herrendoppel, im Dameneinzel sowie im Damendoppel. Die Wettbewerbe fanden im Zeitraum vom 10. bis 17. August 2008 statt. Austragungsort war das Olympic Green Tenniszentrum. In der Anlage wurde auf dem Hartplatz DecoTurf gespielt.
Das olympische Turnier wurde wie die Turniere der ATP Tour bzw. der WTA Tour von der ersten Runde an im K.-o.-System ausgespielt. Im Gegensatz zu den Turnieren der Tennisverbände bestritten bei den Olympischen Spielen die jeweiligen Verlierer der Halbfinals ein Spiel um die Bronzemedaille.

## Qualifikationskriterien
Ein Nationales Olympisches Komitee (NOK) konnte bis zu sechs Männer und sechs Frauen für das olympische Tennisturnier nominieren. In den Einzelwettbewerben war die Zahl der Athleten auf jeweils 64 begrenzt. Es durften nicht mehr als vier Athleten eines NOK antreten. In den Doppelwettbewerben nahmen jeweils 32 Paare teil. Die maximale Teilnehmerzahl pro NOK lag bei zwei Paaren. Einzelne Athleten konnten sowohl in den Einzelturnieren, wie auch im Doppel antreten.
Die Qualifikationsregeln sahen in den Einzelturnieren die Nominierung von jeweils 48 Athleten auf Basis der Tennisweltrangliste vom 9. Juni 2008 vor. Vier Wochen später, am 2. Juli 2008, wurden weitere acht Startplätze auf Basis der Weltrangliste vergeben. Hinzu kamen sechs Startplätze für kontinentale Vertreter. Bereits am 31. März 2008 hatte der Tennisweltverband ITF an die vier Spieler Komlavi Loglo, Rafael Arévalo (beide Herren), Cara Black sowie Stephanie Vogt (beide Damen) Einladungen für das Turnier vergeben.
Für die beiden Doppelturniere wurden am 9. Juni 2008 zehn Paare anhand ihrer Weltranglistenplatzierung nominiert. Am 2. Juli 2008 wurde das Feld unter Berücksichtigung der Qualifikation für die Einzelturniere und kontinentaler Gesichtspunkte aufgefüllt.

## Herren

### Einzel

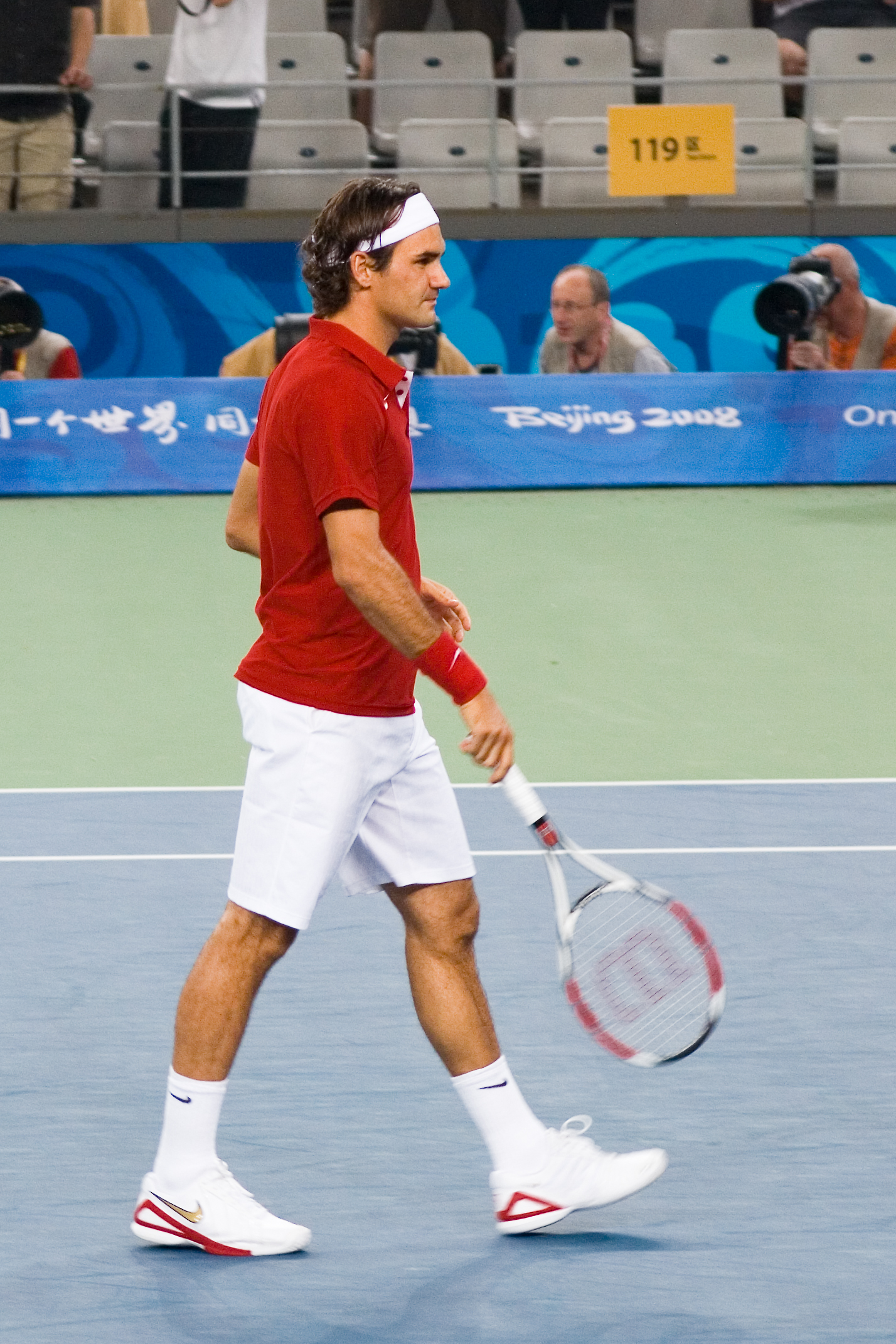
Roger Federer beim olympischen Tennisturnier

| Platz | Land               | Spieler            |
| ----- | ------------------ | ------------------ |
| 1     | Spanien            | Rafael Nadal       |
| 2     | Chile              | Fernando González  |
| 3     | Serbien            | Novak Đoković      |
| 4     | Vereinigte Staaten | James Blake        |
| 5     | Schweiz            | Roger Federer      |
| 5     | Frankreich         | Paul-Henri Mathieu |
| 5     | Österreich         | Jürgen Melzer      |
| 5     | Frankreich         | Gaël Monfils       |

### Doppel
| Platz | Land               | Spieler                              |
| ----- | ------------------ | ------------------------------------ |
| 1     | Schweiz            | Roger Federer Stan Wawrinka          |
| 2     | Schweden           | Simon Aspelin Thomas Johansson       |
| 3     | Vereinigte Staaten | Bob Bryan Mike Bryan                 |
| 4     | Frankreich         | Arnaud Clément Michaël Llodra        |
| 5     | Australien         | Chris Guccione Lleyton Hewitt        |
| 5     | Indien             | Mahesh Bhupathi Leander Paes         |
| 5     | Russland           | Igor Andrejew Nikolai Dawydenko      |
| 5     | Polen              | Mariusz Fyrstenberg Marcin Matkowski |

## Damen

### Einzel
| Platz | Land                | Spielerin         |
| ----- | ------------------- | ----------------- |
| 1     | Russland            | Jelena Dementjewa |
| 2     | Russland            | Dinara Safina     |
| 3     | Russland            | Wera Swonarjowa   |
| 4     | Volksrepublik China | Li Na             |
| 5     | Österreich          | Sybille Bammer    |
| 5     | Vereinigte Staaten  | Serena Williams   |
| 5     | Vereinigte Staaten  | Venus Williams    |
| 5     | Serbien             | Jelena Janković   |

### Doppel
| Platz | Land                | Spielerin                                      |
| ----- | ------------------- | ---------------------------------------------- |
| 1     | Vereinigte Staaten  | Serena Williams Venus Williams                 |
| 2     | Spanien             | Anabel Medina Garrigues Virginia Ruano Pascual |
| 3     | Volksrepublik China | Yan Zi Zheng Jie                               |
| 4     | Ukraine             | Aljona Bondarenko Kateryna Bondarenko          |
| 5     | Russland            | Swetlana Kusnezowa Dinara Safina               |
| 5     | Vereinigte Staaten  | Lindsay Davenport Liezel Huber                 |
| 5     | Italien             | Flavia Pennetta Francesca Schiavone            |
| 5     | Russland            | Jelena Wesnina Wera Swonarjowa                 |

## Medaillenspiegel
| Platz | Land                | G | S | B | Gesamt |
| ----- | ------------------- | - | - | - | ------ |
| 1     | Russland            | 1 | 1 | 1 | 3      |
| 2     | Spanien             | 1 | 1 | – | 2      |
| 3     | Vereinigte Staaten  | 1 | – | 1 | 2      |
| 4     | Schweiz             | 1 | – | – | 1      |
| 5     | Chile               | – | 1 | – | 1      |
| 5     | Schweden            | – | 1 | – | 1      |
| 7     | Volksrepublik China | – | – | 1 | 1      |
| 7     | Serbien             | – | – | 1 | 1      |